# 大通南 (新潟市)
大通南（おおどおりみなみ）は、新潟県新潟市南区の町字。現行行政地名は大通南一丁目から大通南六丁目。住居表示未実施区域。郵便番号は950-1202。

## 概要
1984年（昭和59年） から現在までの町名。もとは下塩俵と鷲ノ木新田の各一部。

### 隣接する町字
北から東回り順に、以下の町字と隣接する。
- 鷲ノ木新田
- 大通黄金
- 下塩俵

## 歴史
- 1984年（昭和59年） : 鷲ノ木新田から分立。
- 2005年（平成17年）3月21日 : 合併により新潟市の大字となる。
- 2007年（平成19年）4月1日 : 新潟市の政令指定都市移行により、南区の大字となる。

## 世帯数と人口
2018年（平成30年）1月31日現在の世帯数と人口は以下の通りである。
| 丁目         | 世帯数    | 人口    |
| ------------ | --------- | ------- |
| 大通南一丁目 | 283世帯   | 804人   |
| 大通南二丁目 | 228世帯   | 585人   |
| 大通南三丁目 | 195世帯   | 472人   |
| 大通南四丁目 | 207世帯   | 507人   |
| 大通南五丁目 | 45世帯    | 123人   |
| 大通南六丁目 | 77世帯    | 244人   |
| 計           | 1,035世帯 | 2,735人 |

## 小・中学校の学区
市立小・中学校に通う場合、学区は以下の通りとなる。
| 丁目         | 番地 | 小学校             | 中学校               |
| ------------ | ---- | ------------------ | -------------------- |
| 大通南一丁目 | 全域 | 新潟市立大通小学校 | 新潟市立白根北中学校 |
| 大通南二丁目 | 全域 | 新潟市立大通小学校 | 新潟市立白根北中学校 |
| 大通南三丁目 | 全域 | 新潟市立大通小学校 | 新潟市立白根北中学校 |
| 大通南四丁目 | 全域 | 新潟市立大通小学校 | 新潟市立白根北中学校 |
| 大通南五丁目 | 全域 | 新潟市立大通小学校 | 新潟市立白根北中学校 |
| 大通南六丁目 | 全域 | 新潟市立大通小学校 | 新潟市立白根北中学校 |

## 主な企業・施設
- 新潟市立大通小学校
- 白根大通郵便局

## 交通

### 道路
- 国道8号